# Ministère de l'Intérieur (Ukraine)
Pour les articles homonymes, voir Ministère de l'Intérieur.
Le ministère des Affaires intérieures de l'Ukraine (en ukrainien : Міністерство внутрішніх справ України (Ministerstvo vnutrishnikh sprav Ukrayiny), MVS) exécute la politique de l'État pour la protection des droits et libertés des citoyens, enquête sur les actes illégaux contre l'intérêt de la société et de l'État, combat le crime, assure l'ordre civil, assure la sécurité civile et la sécurité routière, et garantit la sécurité et la protection des personnes importantes. Il s'agit d'une agence centralisée dirigée par un ministre de l'Intérieur. Le ministère travaille en étroite collaboration avec le bureau du procureur général d'Ukraine. Il supervise la police nationale d'Ukraine (service de police) et la garde nationale d'Ukraine (gendarmerie).
Auparavant, le ministère contrôlait directement l'agence nationale ukrainienne d'application de la loi, appelée militsia (ukrainien : міліція). Cela changea en juillet 2015, avec l'introduction de réformes par le président ukrainien Petro Porochenko pour réduire la corruption, par lesquelles la militsia ukrainienne fut remplacée par la police nationale, celle-ci étant largement considérée comme corrompue et plusieurs fois accusée de torture ou de mauvais traitements,,,.

## Histoire

### Nom
- Comité populaire des affaires intérieures de la RSS d'Ukraine (1919 - 1930, agence autonome régionale)
- Direction politique d'État de la RSS d'Ukraine (1930 - 1934, partie de la Direction politique d'État conjointe de l'URSS)
- Comité populaire des affaires intérieures de la RSS d'Ukraine (1934 - 1946, membre du Comité populaire des affaires intérieures de l'URSS)
- Ministère de l'intérieur de la RSS d'Ukraine (1946 - 1991, partie du ministère de l'intérieur de l'URSS)
- Ministère de l'intérieur de l'Ukraine (depuis 1991, une agence gouvernementale de l'Ukraine indépendante)

## Institutions ministérielles
- Bureau central (à Kiev)

### Sous-directions (bureaux centraux du pouvoir exécutif)
- Police nationale d'Ukraine
- Garde nationale d'Ukraine
- Service national des gardes-frontières d'Ukraine
  - Garde maritime ukrainienne
- Service d'urgence d'État d'Ukraine
- Service national des migrations de l'Ukraine
- Patrouille de Police spéciale

### Institutions de soutien

#### Médical
- Hôpital central (au 1 rue Berdychivska à Kiev).
- Hôpital de traitement de réadaptation (au 11 rue Lypska à Kiev).
- Hôpital central des Gardes frontières (au 58 rue Yahina à Kiev).
- L'Hôpital militaire national de Kiev.
- Commissions médico-militaires.

#### Éducatif

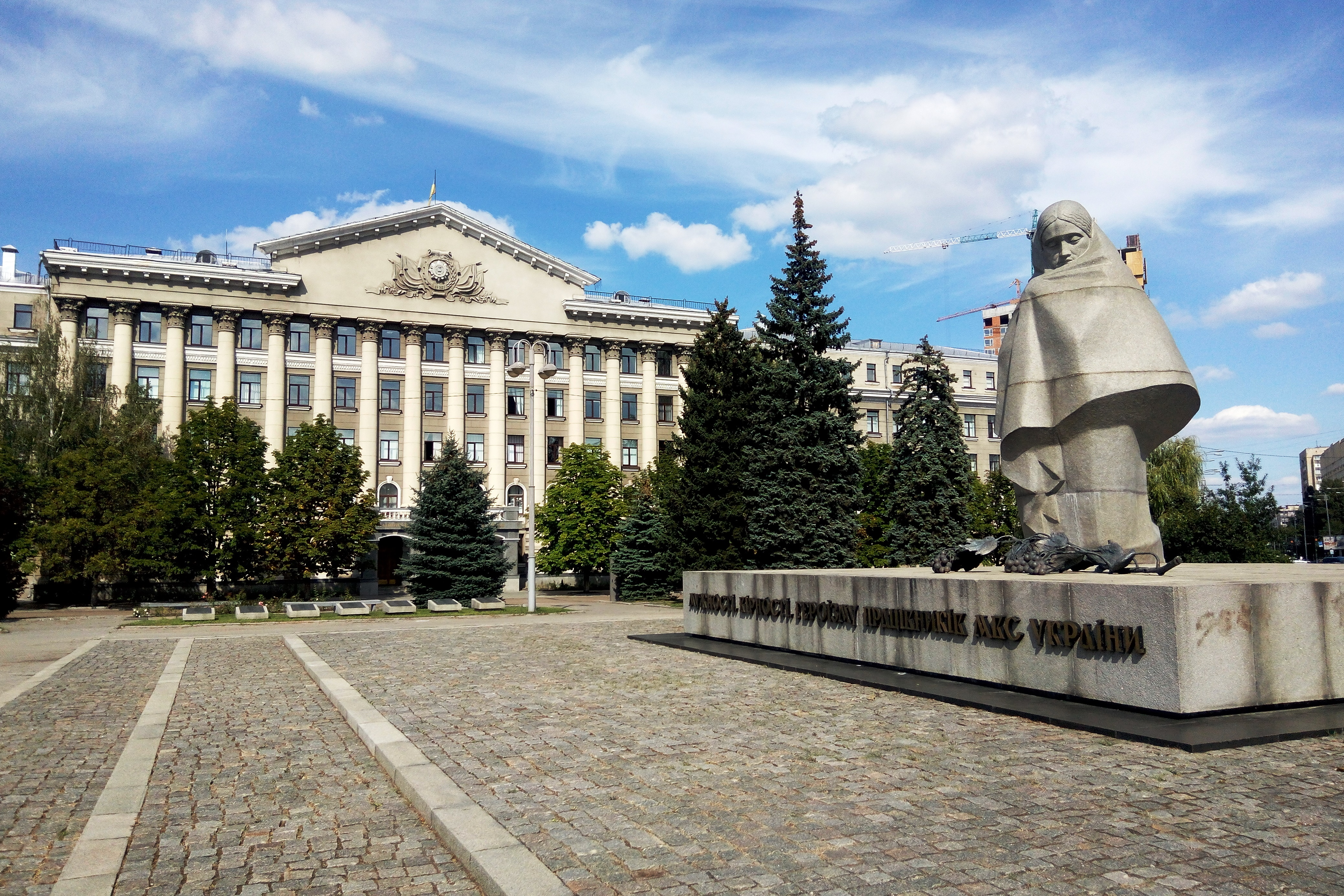
L'Académie nationale des affaires intérieures, de police, place Solomianska à Kiev et son mémorial aux policiers victimes du devoir.

- Académie nationale des affaires intérieures.
- Académie nationale de la garde nationale d'Ukraine.
- Université nationale des affaires intérieures de Kharkiv.
- Université d'État des affaires intérieures de Dnipropetrovsk.
- Université d'État des affaires intérieures Didorenko de Lougansk.
- Université d'État des affaires intérieures de Lviv.
- Université d'État des affaires intérieures d'Odessa.
- Institut de justice de Donetsk.

## Ministres de l'intérieur
Le ministre de l'Intérieur dirige le ministère. Avant la réforme de la police de 2015, le ministre était reconnu comme le chef de la militsia. De nombreux anciens ministres ont déjà eu l'expérience de servir dans la police, et beaucoup étaient, avant de prendre leurs fonctions, des généraux de la militsia. En règle générale, le ministre reçoit le grade de colonel général de la militsia lors de sa prise de fonction dans le gouvernement ukrainien. Yuriy Lutsenko et Vasyl Tsushko sont les seuls anciens titulaires du poste à n'avoir jamais servi dans aucun organisme d'application de la loi.
| #  | Photo           | Nom                   | Début de mandat   | Fin de mandat                                                             | Président                           | Remarques |
| -- | --------------- | --------------------- | ----------------- | ------------------------------------------------------------------------- | ----------------------------------- | --- |
| 1  |                 | Andriy Vassylychin    | 24 août 1991      | 21 juillet 1994                                                           | Leonid Kravtchouk                   | Premier ministre post-indépendance |
| 2  |                 | Volodymyr Radtchenko  | 28 juillet 1994   | 3 juillet 1995                                                            | Leonid Koutchma                     | Par intérim du 21 au 28 juillet 1994 |
| 3  |                 | Youriy Kravtchenko    | 3 juillet 1995    | 26 mars 2001                                                              | Leonid Koutchma                     | Impliqué dans l'affaire des Aigles de Kravchenko |
| 4  |                 | Youri Smirnov         | 26 mars 2001      | 27 août 2003                                                              | Leonid Koutchma                     | |
| 5  |                 | Mykola Bilokon        | 27 août 2003      | 3 février 2005                                                            | Leonid Koutchma                     | |
| 6  |                 | Iouri Loutsenko       | 4 février 2005    | 1er décembre 2006                                                         | Viktor Iouchtchenko                 | |
| 7  |                 | Vassyl Tsouchko       | 1er décembre 2006 | 18 décembre 2007                                                          | Viktor Iouchtchenko                 | Premier ministre jamais directement subordonné au président |
| 8  |                 | Iouri Loutsenko       | 18 décembre 2007  | 28 janvier 2010                                                           | Viktor Iouchtchenko                 | En fonction du 28 janvier au 11 mars 2010,. En mai 2009, le premier vice-ministre (de l'Intérieur) Mykhailo Kliuyev servit comme ministre par intérim pendant une enquête visant Loutsenko pendant sept jours,. Après cette affaire, Loutsenko reprit son poste. |
| -  |                 | Mykhailo Kliuyev      | 29 janvier 2010   | 11 mars 2010                                                              | Viktor Iouchtchenko                 | En fonction du 28 janvier au 11 mars 2010,. En mai 2009, le premier vice-ministre (de l'Intérieur) Mykhailo Kliuyev servit comme ministre par intérim pendant une enquête visant Loutsenko pendant sept jours,. Après cette affaire, Loutsenko reprit son poste. |
| 9  |                 | Anatoliy Mohyliov     | 11 mars 2010      | 7 novembre 2011                                                           | Viktor Ianoukovytch                 | Premier ministre post-révolution orange |
| 10 |                 | Vitaliy Zakhartchenko | 7 novembre 2011   | 21 février 2014                                                           | Viktor Ianoukovytch                 | Ancien chef du service national des impôts ukrainien |
| -  |                 | Arsen Avakov          | 22 février 2014   | 27 février 2014                                                           | Oleksandr Tourtchynov (par intérim) | |
| 11 | 27 février 2014 | Arsen Avakov          | 15 juillet 2021   | Oleksandr Tourtchynov (par intérim), Petro Porochenko, Volodymyr Zelensky |                                     | |
| 12 |                 | Denys Monastyrsky     | 16 juillet 2021   | 18 janvier 2023                                                           | Volodymyr Zelensky                  | Il meurt en fonction dans un accident d'hélicoptère. |
| -  |                 | Ihor Klymenko         | 18 janvier 2023   | 7 février 2023                                                            | Volodymyr Zelensky                  | |
| 13 | 7 février 2023  | Ihor Klymenko         | en cours          |                                                                           | Volodymyr Zelensky                  | |

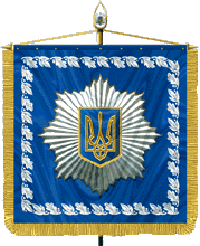
Bannière du ministre, en usage depuis 2001.

Le ministre de l'Intérieur relève directement du Premier ministre ukrainien, du Parlement ukrainien (Verkhovna Rada) et, en dernier ressort, du Président ukrainien. Son bureau est situé dans le district de Pechersk à Kiev.

## Médailles de service

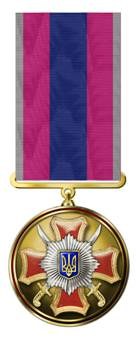
25 années de service
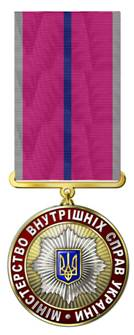
20 années de service
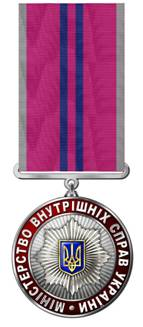
15 années de service
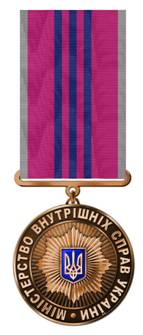
10 années de service